# Morrissey
Steven Patrick Morrissey (/ˈmɒrɪsiː/ ; n. 22 mai 1959, Davyhulme, Lancashire), cunoscut în special ca Morrissey, este un cântăreț, compozitor și autor englez. S-a făcut cunoscut ca solistul trupei The Smiths, care au activat din 1982 până în 1987. Mai apoi, Morrissey a avut o carieră solo, încadrându-se printre primii zece din UK Singles Chart de zece ori și ajungând numărul unu în UK Albums Chart de trei ori.
Deși născut în Davyhulme, Lancashire într-o familie de clasă muncitoare, Morrissey a crescut în Manchester. Copil fiind, a dezvoltat o pasiune pentru literatură, mișcarea culturală numită ,,kitchen sink realism'' și muzică ușoară. La finele anilor '70, implicat fiind în scena punk rock din Manchester, a confruntat The Nosebleeds, fară a avea un succes remarcabil. La începutul anilor '80 a început o cariera în jurnalism muzical și a scris câteva cărți despre muzică și film. Alături de Johnny Marr, în 1982 a fondat trupa The Smiths, care a atras un renume național odată cu albumul lor de debut eponimic.  În calitate de lider al formației, Morrissey a atras atenția publicului cu vocea sa neconvențională, dar expresivă, versurile sale glumețe și sardonice și aspectul său fizic atipic. Evitând intenționat machismul rockului, a cultivat estetica omului neadaptat social care evită drogurile și întâmpină viața celibatară. Trupa The Smiths a mai lansat trei albume și au avut o serie de hituri, dar diferențele dintre Morrissey și Marr au dus la despărțirea trupei în 1987.
În 1988, Morrissey și-a început cariera solo cu Viva Hate. Acest album împreuna cu Kill Uncle, Your Arsenal și Vauxhall and I au avut succes în UK Albums Chart și au dat naștere la numeroase hituri. În tot acest timp, aspectul său s-a transformat într-unul mai masiv, cochetând cu imaginea patriotică și masculinitatea clasei muncitoare. Pe la mijlocul anilor '90, următoarele sale albume Southpaw Grammar și Maladjusted s-au încadrat în topuri, însa nu au fost la fel de bine primite de public.  S-a mutat în Los Angeles unde a luat o pauză de la muzică din 1998 până în 2003. Revenirea sa a avut loc în 2004 cu albumul de succes, You Are the Quarry urmat de Ringleader of the Tormentors, Years of Refusal și World Peace Is None of Your Business pe parcursul anilor următori. Și-a lansat autobiografia în 2013 și primul său roman în 2015. Al unsprezecelea său album solo, Low in High School a fost lansat în 2017.
Mare influent, Morrissey a fost creditat ca fiind o figură primordială în apariția rockului indie și al Britpopului. Proclamat unul dintre cei mai buni compozitori din istoria Angliei, versurile sale au devenit subiect de studiu academic. A atras controversă susținând vegetarianismul și drepturile animalelor, condamnând regalitatea și politicieni faimoși și promovând o anumită imagine națională. Într-un sondaj din 2006 ținut de emisiunea de la BBC numită The Culture Show, Morrissey a fost votat al doilea cel mai important icon cultural britanic în viață, dupa numai David Attenborough. 

## Tinerețe

### Copilărie: 1959-1976
Steven Patrick Morrissey s-a născut pe 22 mai 1959, la spitalul Park din Davyhulme, Lancashire. Părinții lui—Elisabeta (născută Dwyer) și Peter Morrissey făceau parte din clasa muncitoare a catolicilor irlandezi. S-au mutat din Dublin în Manchester împreună cu sora lui mai mare cu un an, Jacqueline. L-au numit ,,Steven'' dupa actorul american Steve Cochran. Printre primele lui locuințe se numeră o chirie în Hulme, pe Strada Harper, nr. 17. Copil fiind, a fost afectat emoțional locuind în acea zona întrucât ,,ucigașii Moors'', Ian Brady și Myra Hindley, omorau copiii localnici. Mai târziu, această experiență va fi reamintită în versurile melodiei Suffer Little Children de la The Smiths. De asemenea, Morrissey a devenit conștient de sentimentul anti-irlandez din societatea britanica care se opunea migranților irlandezi. În 1970, familia sa s-a mutat într-o alta chirie pe King's Road, nr. 384, în Stretford.

După ce a parcurs școala primară la St. Wilfred's Primary School, Morrissey a picat examenul final numit 11-plus, urmând să parcurgă cursurile școlii tehnice St. Mary's Technical Modern School, fapt ce l-a nemulțumit. Deși era un singuratic, era priceput la sport. A fost foarte critic la adresa învățământului primit, spunând mai tărziu că ,, educația pe care am primit-o a fost atât de malefică și brutală. Tot ce am învățat e să nu ai încrede în tine și să te simți vinovat fără să știi de ce''. A părăsit sistemul de învățământ în 1975, fără a primi vreo calificare. Și-a continuat educația la colegiul tehnic Stretford Technical College unde a obținut trei O-levels (nivel obișnuit) la Literatura Engleză, Sociologie și GP(cunoștințe generale). În 1975 a mers în Statele Unite ale Americii să își viziteze o mătușă din New Jersey. Relația dintre parinții lui s-a răcit și în cele din urmă cei doi s-au separat în decembrie 1976, tatăl lui Morrissey mutându-se din casa unde locuia familia. 
"M-am cufundat în muzică de la o vârstă fragedă și am rămas acolo...M-am îndrăgostit de vocile pe care le auzeam, feminine sau masculine. Iubeam acei oameni. Chiar iubeam acei oameni. Le-am dăruit lor viața mea...tinerețea mea. Dincolo de perimetrul muzicii pop, era o picătură la sfârșitul lumii."
Mama lui, fiind bibliotecară l-a încurajat să citească. A fost interesat de literatura feministă și i-a plăcut în mod special autorul irlandez Oscar Wilde, pe care a ajuns să îl idolatrizeze. Tânărul Morrissey era un fan înfocat al showului Coronation Street, un show despre comunitățile de clasă muncitoare din Manchester; a trimis posibile scenarii companiei care producea showul, Granada Television, toate fiind refuzate de aceasta. Era un fan al filmului lui Shelagh Delaney, A Taste of Honey și al adaptării din 1961, o dramă ,,kitchen sink'' focusată pe viața clasei muncitoare din Salford. Multe cântece ale lui au citate din A Taste of Honey. În tinerețe, Morrissey spunea: ,,Muzica pop e tot ce am avut vreodată și a fost împletită cu imaginea unui star pop. Îmi aduc aminte că simțeam că persoana care cânta era chiar lângă mine și înțelegea situația în care mă aflam''. A dezvăluit mai târziu că primul disc cumpărat de el a fost Come and Stay With Me a lui Marianne Faithfull din 1964. În anii '70 a fost pasionat de glam rock, fiind fanul lui David Bowie, T.Rex și Roxy Music.  

### Primele trupe și cărți publicate: 1977–1981

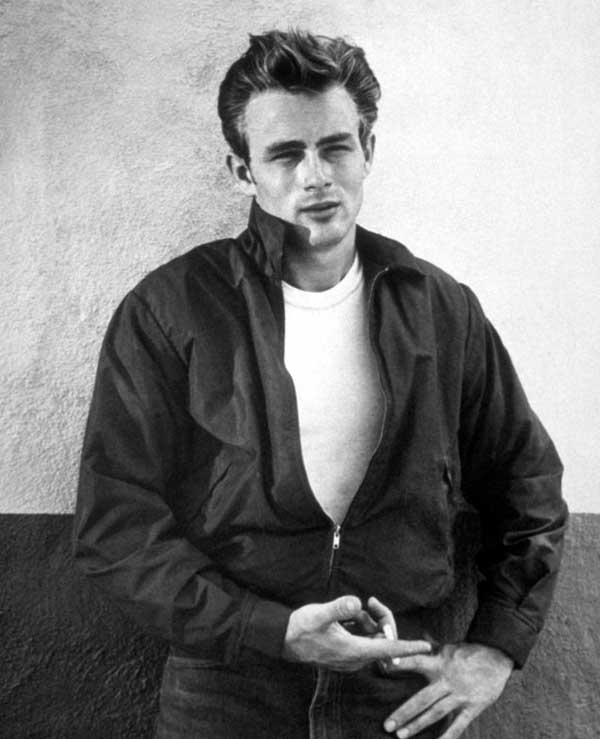
Morrissey îl idolatriza pe starul american de film, James Dean şi a publicat o carte despre acesta

Părăsind învățământul convențional, Morrissey a fost inițial angajat ca funcționar pentru serviciu civil, iar apoi pentru Inland Revenue, de asemenea lucrând pentru un magazin de discuri și ca portar la un spital, mai apoi demisionând și beneficiind de șomaj. Majoritatea banilor câștigați i-a folosit pentru a-și cumpăra bilete, văzând trupe ca Talking Heads, Ramones și Blondie. Mergea în mod regulat la concerte și era interesat în mod special de scena alternativă și post-punk. Cunoscându-l pe chitaristul Billy Duffy în noiembrie 1977, Morrissey a acceptat să fie solistul trupei punk a lui Duffy, The Nosebleeds. A contribuit la scrierea unor cântece ale trupei, precum Peppermint Heaven, I Get Nervous și I Think I'm Ready for the Electric Chair și a fost alături de ei la concerte de deschidere pentru Jilted John și Magazine. Trupa s-a despărțit la puțin timp după.   Dupa ce The Nosebleeds s-au despărțit, Morrissey l-a urmat pe Duffy și împreună au devenit membri ai formației Slaughter & the Dogs, el înlocuindu-l temporar pe solistul original, Wayne Barrett. A înregistrat patru cântece cu formația și au mers la o audiție în Londra. Dupa ce audiția nu a avut succes, Slaughter & the Dogs au devenit Studio Sweethearts, fără Morrissey
Morrissey a devenit  ușor cunoscut în comunitatea punk din Manchester. În 1981, Morrissey a devenit un prieten bun al lui Linder Sterling, solista ansamblului punk-jazz Ludus; versurile și vocea ei au reprezentat un punct de influența pentru el. Prin Sterling, i-a cunoscut și pe Howard Devoto și Richard Boon. Pe atunci, cel mai bun prieten al lui Morrissey era James Maker; obișnuia să îl viziteze pe Maker în Londra sau se întâlneau în Manchester, unde vizitau barurile și cluburile gay. Aspirând să devina un scriitor profesionist, Morrissey a considerat o carieră în jurnalism muzical. Deseori scria scrisori către presa muzicală și a fost în cele din urmă angajat de publicația saptămânală de recenzii în materie de muzică, Record Mirror.  A scris câteva cărți pentru compania locală Babylon Books și în 1981 au lansat o cărticică de 24 de pagini pe care el a scris-o despre The New York Dolls, care s-a vândut în 3000 de exemplare. Aceasta a fost urmată de un volum scris de el despre starul de film James Dean, intitulată James Dean is Not Dead. Morrissey se îndrăgostise de James Dean, având pereții dormitorul plini de postere ale starului de film decedat.